# MGM-1 Matador
MGM-1 Matador – amerykański skrzydlaty pocisk odrzutowy, uzbrojony w głowicę jądrową, opracowany na przełomie lat 40. i 50. XX wieku, przeznaczony do niszczenia stanowisk dowodzenia, mostów, szlaków komunikacyjnych, baz wojskowych i innych nieruchomych celów.

## Historia
W 1946 roku prezydent Harry Truman ogłosił doktrynę Powstrzymywania Komunizmu mającą na celu przeciwstawienie się ekspansji Związku Radzieckiego i jego ideologii na kraje, które nie znalazły się pod kontrolą ZSRR po II wojnie światowej. Głównym polem ewentualnej przyszłej konfrontacji pomiędzy dwoma mocarstwami miała być Europa, jednak ani Ameryka, ani jej sojusznicy nie byli w stanie przeciwstawić się ogromnej przewadze w uzbrojeniu konwencjonalnym, jaką dysponował ZSRR. Jedynym rozwiązaniem pozostawała broń atomowa, dzięki której można by zniwelować radziecką przewagę. 
Dobrym rozwiązaniem wydawały się być skrzydlate pociski odrzutowe. Jeszcze w trakcie trwania II wojny światowej amerykańskie wojsko przeprowadziło próby z niemieckimi rakietami V1. Oceny pocisku wypadły pozytywnie. W marcu 1946 roku zlecono firmie Martin Aircraft zbudowanie kierowanego pocisku skrzydlatego o zasięgu ok. 1150 km. Program budowy pocisku otrzymał kryptonim MX-771. Projektowany pocisk był średniopłatem o usterzeniu pionowym w kształcie litery "T". W latach od 1947 do 1948 roku przeprowadzone próby wykazały, że założenia konstrukcyjne spełniają pokładane nadzieje, jednak w celu poprawieniu stateczności w pociskach przedseryjnych skrzydła przeniesiono na grzbiet kadłuba. Następnie wybudowano 15 prototypowych pocisków oznaczonych jako XB-61 Matador, litera B oznaczała Bomber jako że pocisk oficjalnie nazywany był Pilotless Bomber – bezpilotowy bombowiec. Pierwszy lot prototypu odbył się 20 stycznia 1949 roku na poligonie White Sands. Testy trwały do 1951 roku, kiedy to przeniesiono próby do bazy Patrick na przylądku Canaveral na Florydzie. W grudniu 1951 roku pocisk B-61A Matador został przyjęty na uzbrojenie.

## Konstrukcja
Pocisk był górnopłatem ze skośnymi skrzydłami i usterzeniu pionowym w kształcie litery "T". Układ sterowania składał się z płytowego usterzenia poziomego zamontowanego na szczycie nieruchomego statecznika pionowego i z przerywaczy na skrzydle. Pocisk startował z przenośnej wyrzutni naziemnej przy użyciu przyspieszacza startowego pracującego 2 sekundy. Silnikiem marszowym był silnik odrzutowy z chwytem powietrza umieszczonym w dolnej części kadłuba, częściowo wpisanym w jego obrys. System sterowania składał się z autopilota, żyroskopowego układu stabilizacji i układu radiokorekcji, która była prowadzona ręcznie przez operatora na stanowisku naziemnym. Jeden operator mógł kontrolować jednocześnie tylko jeden pocisk, kontrolując kurs pocisku radiowymi komendami, obserwując jego lot na ekranie stacji radiolokacyjnej obserwacji pocisku - MSQ. Maksymalny zasięg pocisku wynosił 1150 km, jednak w praktyce ograniczony był on zasięgiem stacji MSQ i wynosił około 500-600 km. Celność trafienia była rzędu 500 m, co przy atomowej głowicy nie miało praktycznego znaczenia.

## Służba
Na przełomie 1952 i 1953 roku utworzono pierwsze dwa pododdziały Matadorów. 1 i 2 Dywizjon Bombowców Bezpilotowych (Pilotless Bomber Squadron). Po szkoleniu, w grudniu 1953 roku oba dywizjony uzyskały gotowość bojową a w marcu 1954 roku zaczęto je przerzucać do Europy. 1 dywizjon przybył do bazy w Bittburgu 20 marca, a drugi pół roku później do bazy w Hanh w Niemczech. W połowie 1955 roku zmieniono oznaczenie pocisków z B-61A na TM-61 (Tactical Missile) a w konsekwencji zmieniło się również oznaczenie dywizjonów na Tactical Missile Squadron. Pierwszy dywizjon pozostał pierwszym dywizjonem a drugi 69 Tactical Missile Squadron. W 1956 roku powstał trzeci dywizjon 11 Tactical Missile Squadron, który od początku swojego istnienia uzbrojony był w Matadory wersji „C”. W 1957 roku dywizjon trafił do bazy w Sembach w Niemczech. Rok później powstała kolejna jednostka uzbrojona w TM-61C Matador C. Została rozmieszczona w bazach na terenie Korei Południowej. W 1959 roku pojawiła się wersja TM-61B, jednak zakres zmian w pocisku był na tyle duży, że był to już zupełnie nowy pocisk oznaczony jako Mace. Od czerwca 1959 roku do lipca 1961 roku przezbrojono w nowy pocisk dywizjony stacjonujące w Europie. Do końca 1962 roku wycofano z uzbrojenia resztę Matadorów z dywizjonów stacjonujących w Korei, w tym samym roku wprowadzono jednolity system oznaczeń i przez 4 miesiące, które zostały do wycofania TM-61C dostał on nowe oznaczenie MGM-1C. 

## Wersje pocisku
- TM-61A Matador A – podstawowa wersja pocisku wprowadzona na uzbrojenie w 1951 roku.
- TM-61B Matador B – w 1954 roku podjęto decyzje o opracowaniu zmodernizowanej wersji pocisku, w której wyeliminowano by wady wersji A. Zastosowano autonomiczny układ naprowadzania eliminujący potrzebę ręcznego sterowania uzależnionego od stacji radiolokacyjnej. Dzięki temu można było wykorzystać pełny zasięg wynoszący 1150 km. W celu skrócenia czasu przygotowania pocisku do startu wynoszącego półtorej godziny zastosowano składane skrzydła skracające czas do 30 minut.
- TM-61C Matador C – prace nad wersją B przeciągały się a tymczasem pojawiła się możliwość szybkiego zastosowania autonomicznego systemu sterowania w oparciu o powstały wówczas układ nawigacyjny Shanicle. System ten pracował na falach metrowych, które dzięki ugięciu uniezależniały zasięg systemu sterowania od horyzontu radiowego. Zasadą działania systemu było wysyłanie sygnału radiowego od dwóch radiolatarni, który docierał do pocisku. Pomiar różnicy czasu między dotarciem sygnału do pocisku od jednej i drugiej radiolatarni umożliwiał wyznaczenie bocznego odchylenia pocisku z zadanej trasy. Możliwe było również automatyczne ustalenie odległości w jakiej znajduje się Matador od jednej z radiolatarni. Dzięki temu można było zrezygnować z ręcznego sterowania. W 1956 roku podjęto decyzje o wprowadzeniu wersji „C”. Rok później rozpoczęto produkcje tej wersji, która początkowo trafiła na uzbrojenie nowo powstałego dywizjonu 11 Tactical Missile Squadron a następnie pozostałych dwóch.